# Noémie Pérugia
Noémie Pérugia (Niça, França, 7 de novembre de 1903 - Franeker, Països Baixos, 24 de març de 1992) fou una soprano francesa.

## Biografia i carrera
D'arrels italianes, Pérugia va néixer a Niça el 1903. Va fer el seu debut en el Rèquiem de Giuseppe Verdi el 1936 i el 1938 va guanyar l'important Concurs Internacional Gabriel Fauré. Amb el temps esdevindria l'intèrpret preferida de les melodies de Gabriel Fauré, que va interpretar arreu del món: França, Estats Units d'Amèrica i Països Baixos, entre d'altres. El 1941 va enregistrar Le jardin clos, un cicle de cançons basat en un poema de Charles van Lerberghe.
Al final de la dècada del 1930 va treballar sota la direcció de Nadia Boulanger, compositora, directora d'orquestra i professora francesa, sovint amb Hugues Cuénod com a tenor:
- El 26 d'abril de 1939 va ser la solista soprano al Teatre Sanders de la Universitat Harvard.[4]
- El 16 d'abril de 1939 va ser la solista soprano a Dumbarton Oaks.[5]

En setembre de 1941, en París, Arthur Honegger va dedicar a Pérugia el cicle Saluste du Bartas, estrenat el 21 de març de 1942 per la mateixa Pérugia, acompanyada per Irène Aïtoff, a la Salle Gaveau.
El maig de 1942 Jacques Leguerney va dedicar a Pérugia una cançó, estrenada el 13 de novembre de 1943 per Pérugia acompanyada al piano per by Irène Aïtoff, a la Salle Gaveau de París.
Després de la Primera Guerra Mundial, Pérugia es va dedicar a l'ensenyament i la promoció de la música: va donar classes a l'École Normale de Musique de Paris, a l'Académie Long-Thibaud i al Schola Cantorum de París. Oferia sovint conferències en molts conservatoris d'arreu del món, treballant pel Ministeri d'Afers Estrangers, com ara a Londres, Amsterdam, Roma, Buenos Aires i molts altres llocs. Va fundar el Concours Internacional d'Interprétation et d'Accompagnement (Concurs Internacional d'Interpretació i Acompanyament) de París i dels Països Baixos, així com l'Académie de Chant et d'Art Lyrique (Acadèmia de Cant i Arts Líriques). A Amsterdam va fundar el Concours Gabriel Fauré.
El dia 11 de desembre 1945 va actuar al Casal del Metge de Barcelona, acompanyada del pianista Jacques Février, en un concert anomenat dedicat a la música francesa. L'endemà, 12 de desembre, va participar en el concert d'homenatge a Gabriel Fauré que es va celebrar al Palau de la Música Catalana de Barcelona, en commemoració del centenari del naixement del compositor occità. En aquest concert van participar també la pianista barcelonina Alícia de Larrocha i el pianista Jacques Février, amb l'Orquestra Clàssica de Barcelona sota la direcció del mestre Josep Sabater.

El 1948 va ser acompanyada regularment per la pianista i compositora Henriëtte Bosmans (1895–1952) amb qui va formar un duet. Bosmans va dedicar onze de les seves melodies a Pérugia, amb texts de Paul Faure. Bosmans fou una bona amiga de Benjamin Britten i de Peter Pears, els quals l'anomenaven "Jetty". El març de 1942 Pears escrivia a Britten:
| « | Ara se sent feliç, perquè algunes de les cançons que va escriure per Noémie Pérugia van tenir un gran èxit fa deu dies, això sembla. – Peter Pears. | » |

L'última actuació en públic de Bosmans va ser el 12 de març de 1952, acompanyant a Noémie Pérugia, Després del recital va patir un col·lapse, morint tres mesos més tard a causa d'un càncer d'estómac.
El 1951 el compositor Maurice Thiriet va dedicar a Pérugia Fleurs (Flors), 6 poemes que va posar en música segons els texts de Blanche Pierre-Biez. Noémie Pérugia va cantar aquests poemes per primer cop el 24 de maig de 1951, acompanyada al piano per Jean-Yves Daniel-Lesur.
El 28 de novembre de 1953 va cantar per primer cop en una emissora de ràdio francesa, dues cançons de Charles Koechlin, d'Òpera 68: Deux mélodies per Soprano, Hymne à Vénus (Villiers de l'Isle-Adam) i Dissolució (Paul Claudel, de La connaissance de l'est).
Noémie Pérugia va morir el 25 de març de 1992 a Franeker, Països Baixos.